# Hughes (Alaska)
Hughes és una població dels Estats Units a l'estat d'Alaska. Segons el cens del 2007 tenia 70 habitants.

## Demografia
Segons el cens del 2000, Hughes tenia 78 habitants, 26 habitatges, i 17 famílies La densitat de població era de 9,7 habitants/km².
Dels 26 habitatges en un 50% hi vivien nens de menys de 18 anys, en un 34,6% hi vivien parelles casades, en un 26,9% dones solteres, i en un 30,8% no eren unitats familiars. En el 30,8% dels habitatges hi vivien persones soles el 30,8% de les quals corresponia a persones de 65 anys o més que vivien soles. El nombre mitjà de persones vivint en cada habitatge era de 3 i el nombre mitjà de persones que vivien en cada família era de 3,67.
Per edats la població es repartia de la següent manera: un 39,7% tenia menys de 18 anys, un 9% entre 18 i 24, un 23,1% entre 25 i 44, un 19,2% de 45 a 60 i un 9% 65 anys o més.
L'edat mitjana era de 26 anys. Per cada 100 dones hi havia 110,8 homes. Per cada 100 dones de 18 o més anys hi havia 123,8 homes.
La renda mitjana per habitatge era de 24.375 $ i la renda mitjana per família de 33.125 $. Els homes tenien una renda mitjana de 90.957 $ mentre que les dones 0 $. La renda per capita de la població era de 10.193 $. Aproximadament el 21,1% de les famílies i el 28% de la població estaven per davall del llindar de pobresa.

## Poblacions més properes
El següent diagrama mostra les poblacions més properes.